# Ocells cantadors
Els ocells cantaires o ocells cantadors (Passeri) són un subordre d'ocells passeriformes que es caracteritzen pels seus òrgans vocals, adaptats de tal manera que poden emetre diversos sons i notes, anomenades cant dels ocells.
Els ocells cantors formen un dels dos llinatges principals dels passeriformes existents (~ 4.000 espècies), l'altre són els tirans (~ 1.000 espècies), que són més diversos a la zona neotropical i estan absents de moltes parts del món. Els tirans tenen una musculatura de siringe més senzilla, i encara que les seves vocalitzacions sovint són tan complexes i sorprenents com les dels ocells cantors, els seus sons són molt més mecànics. Hi ha un tercer llinatge d'ocells posats, els Acanthisitti de Nova Zelanda, dels quals només queden dues espècies vives avui dia.
Alguns estudis filogenètics moleculars i de registre fòssil indiquen que els ocells cantors van evolucionar fa 50 milions d'anys a la part de Gondwana que més tard es va convertir en Índia, Sri Lanka, Austràlia, Nova Zelanda, Nova Guinea i Antàrtida, abans d'escampar-se pel món. L'expansió i "explosió d'espècies" es va produir en l'Oligocè, fa uns 33 milions d'anys.

## Descripció
El cant d'aquest clade és essencialment territorial, perquè comunica la identitat i el parador d'un individu a altres ocells, i també indica intencions sexuals. La selecció sexual entre els ocells cantors es basa molt en la vocalització mimètica. La preferència femenina ha demostrat en algunes poblacions que es basa en l'abast del repertori de cançons d'un mascle. Com més gran és el repertori d'un mascle, més femelles atreu. No s'ha de confondre amb les crides d'ocells que s'utilitzen per a alarmes i contactes i són especialment importants en els ocells que s'alimenten o migren en bandades. Tot i que gairebé tots els ocells vius fan algun tipus de reclam, les cançons ben desenvolupades només les donen alguns llinatges fora dels ocells cantors. Així i tot, no tots els ocells cantors ofereixen una crida clarament melodiosa. Els ocells cantors, però, posseeixen un òrgan vocal molt desenvolupat, la siringe, que permet la seva activitat sonora. Aquest òrgan, també conegut com a caixa de cançons, es troba on la tràquea es troba amb tubs bronquials divergents que condueixen als pulmons. L'òrgan és una estructura sòlida i òssia revestida d'una pel·lícula de membranes per les quals passa l'aire tal com reclama l'ocell cantor. Tot i que les caixes de cançons dels ocells cantors varien en mida i complexitat, això no determina necessàriament la capacitat de l'ocell cantor per expressar la seva cançó. Els investigadors creuen que això té a veure sobretot amb la longitud de la tràquea.
Altres ocells (especialment els no passeriformes) de vegades canten per atreure companys o mantenir territori, però aquests solen ser simples i repetitius, mancant de la varietat de molts cants dels ocells cantaires. La repetició monòtona del cucut comú o rascletó pot contrastar-se amb la varietat d'un rossinyol o boscarla menjamosquits. Tanmateix, tot i que molts ocells cantors tenen cançons agradables per a l'oïda humana, aquest no és sempre el cas. Molts membres de la família corb (Corvidae) es comuniquen amb gralles o xiscles, que sonen durs per als humans. Fins i tot aquests, però, tenen una mena de cançó, una piulada més suau que es dona entre els companys de festeig. I tot i que es pot ensenyar a alguns lloros (que no són ocells cantors) a repetir la parla humana, el mimetisme vocal entre els ocells està gairebé completament restringit als ocells cantors, alguns dels quals (com ara en els ocells lira o els ben anomenats mims) excel·lent per imitar els sons d'altres ocells o fins i tot els sorolls ambientals.
Els ocells d'altituds més altes han evolucionat amb més gruix per protegir-se dels canvis climàtics. Les seves plomes tenen porcions exteriors i interiors, amb la part inferior cap avall més esponjosa i càlida per proporcionar més calor.

## Repertori de cançons i festeig
La selecció sexual es pot desglossar en diversos estudis diferents sobre diferents aspectes del cant d'un ocell. Com a resultat, el cant pot variar fins i tot dins d'una sola espècie. Molts creuen que el repertori de cançons i la cognició tenen una relació directa. No obstant això, un estudi publicat el 2013 ha demostrat que tota capacitat cognitiva pot no estar directament relacionada amb el repertori de cançons d'un ocell cantor. Concretament, es diu que l'aprenentatge espacial té una relació inversa amb el repertori de cançons. Així, per exemple, aquest seria un individu que no migra tan lluny com els altres de l'espècie, però té un millor repertori de cançons. Això suggereix un compromís evolutiu entre possibles al·lels. Amb la selecció natural d'escollir els trets més adequats per a l'èxit reproductiu, podria haver-hi una compensació en qualsevol direcció depenent de quin tret produiria una aptitud més alta en aquest període.
El repertori de cançons es pot atribuir als ocells cantors masculins, ja que és un dels principals mecanismes de festeig. Els repertoris de cançons difereixen d'un individu masculí a un altre i d'una espècie a una altra. Algunes espècies solen tenir repertoris amplis, mentre que altres poden tenir-ne de més petits. L'elecció de la parella en les femelles d'ocells cantors és un regne d'estudi important, ja que les habilitats de la cançó evolucionen contínuament. Els mascles sovint canten per afirmar el seu domini sobre els altres mascles en competició per una femella, de vegades en lloc d'un episodi combatiu, i per despertar la femella anunciant la seva disposició a aparellar-se. Encara que són menys freqüents, també se sap que les femelles canten i, ocasionalment, fan duet amb una parella com a afirmació de la seva parella. Mentre que alguns canten la seva cançó des d'una perxa familiar, altres espècies comunes a les praderies canten una cançó familiar cada vegada que volen. Actualment, hi ha hagut nombrosos estudis sobre repertoris d'ocells cantors, malauradament, encara no hi ha proves concretes que confirmen que totes les espècies d'ocells cantors prefereixin repertoris més grans. Es pot arribar a la conclusió que pot variar entre espècies sobre si un repertori més ampli està connectat amb una millor forma física. Amb aquesta conclusió, es pot inferir que l'evolució per selecció natural, o selecció sexual, afavoreix la capacitat de retenir repertoris més amplis per a aquestes determinades espècies, ja que condueix a un èxit reproductiu més elevat. Durant els temps de festeig, es diu que els ocells cantors mascles augmenten el seu repertori imitant els cants d'altres espècies. Com millor sigui la capacitat d'imitació, la capacitat de retenció i la quantitat d'altres espècies imitades, s'ha demostrat que tenen una relació positiva amb l'èxit d'aparellament. Les preferències femenines provoquen la millora constant de la precisió i la presentació de les cançons copiades.
Una altra teoria coneguda com la «hipòtesi de compartir cançons» suggereix que les femelles prefereixen cançons més simples i homogènies que indiquen un mascle d'un territori familiar. Com que el cant dels ocells es pot trencar en dialectes regionals mitjançant aquest procés de mimetisme, el cant estranger d'un nouvingut suggereix la manca de possessió territorial. Això pot ser costós a conseqüència dels conflictes territorials entre poblacions dispars d'ocells cantors i pot obligar una femella a preferir un mascle que esculli un cant familiar de la zona.

## Taxonomia i sistemàtica
La taxonomia de Sibley-Ahlquist va dividir els ocells cantors en dos parvordres, Corvida i Passerida (la pràctica estàndard taxonòmica els classificaria com a infraordres), distribuïts a Australàsia i Euràsia respectivament. Estudis moleculars posteriors, però, mostren que aquest tractament és una mica erroni. Passerida és un llinatge molt divers, que uneix més d'un terç de totes les espècies d'ocells per incloure (el 2015) 3.885 espècies). Aquests es divideixen en tres grans superfamílies (encara que no corresponen exactament a l'arranjament de Sibley-Ahlquist), afegint alguns llinatges menors.
En canvi, els Corvida de Sibley & Alquist són un grau filogenètic i un artefacte de la metodologia fenètica. La major part de Corvida constitueix el gran clade Corvides (812 espècies a partir de 2015), que és un grup germà de la Passerida. Les 15 famílies d'oscines restants (343 espècies el 2015) formen una sèrie de grups germans ramificats basalment al clade Corvoid - Passerid. Tots aquests grups, que formen almenys sis clades basals ramificats successivament, es troben exclusivament o predominantment a Australàsia. Els endèmics australians també són destacats entre els llinatges basals tant als corvoides com als passerids, cosa que suggereix que els ocells cantors es van originar i van divergir a Austràlia.
Els ocells matolls i els ocells lira, dels quals només hi ha dues espècies de cadascun, representen el llinatge d'ocells cantors més antic de la Terra. La matollera rogenca, Atrichornis rufescens, es limita essencialment a l'àrea del Patrimoni de la Humanitat de les selves tropicals de Gondwana d'Austràlia, que es troba a les seccions de Queensland i Nova Gal·les del Sud. Ara només es troba a elevacions superiors a 600 m.

### Famílies
| - Aegithalidae - Aegithinidae - Alaudidae - Bombycillidae - Cardinalidae - Certhiidae - Chloropseidae - Cinclidae - Cisticolidae - Dicaeidae - Drepanididae - Emberizidae | - Eupetidae - Estrildidae - Fringillidae - Hirundinidae - Hypocoliidae - Icteridae - Melanocharitidae - Mimidae - Motacillidae - Muscicapidae - Nectariniidae | - Paramythiidae - Parulidae - Passeridae - Peucedramidae - Phylloscopidae - Picathartidae - Platysteiridae. - Polioptilidae - Promeropidae. - Ptilogonatidae - Pycnonotidae | - Prunellidae - Paridae - Regulidae - Sittidae. - Sylviidae - Sturnidae - Thraupidae - Timaliidae - Troglodytidae - Turdidae - Zosteropidae |